# Pylaón
Pylaón (starořecky Πυλάων–Pylaón) je v řecké mytologii syn pylského krále Nelea a jeho manželky Chloridy.
Ze vztahu krále Nelea a jeho manželky Chloridy se narodilo třináct dětí, dcera Péro a synové, Pylaón, Tauros, Asterios, Déimachos, Alastor, Eurybios, Epilaos, Frasios, Eurymenes, Euagoras, Periklymenos a Nestor.
Protože Neleus byl spojenec élidskeho krále Augiáše a nechtěl očistit hrdinu Hérakla z vraždy Ífita, Héraklés Pylos napadl a Pylaón, jakož i jeho bratři a otec v boji padli. Jejich rod však nevyhynul, neboť Pylaónův nejmladší bratr Nestor se pro své mládí boje nezúčastnil a v Pyle pak převzal královské žezlo. Po letech se Nestor jako nejstarší achájský vůdce proslavil v trojské válce.